# Estatut d'Autonomia de les Illes Balears de 1983
L'Estatut d'Autonomia de 1983, aprovat mitjançant Llei orgànica 2/1983, de 25 de febrer, va ser la norma que establí la Comunitat Autònoma de les Illes Balears. Va ser publicat al BOE núm. 51, de primer de març. Va estar vigent, amb diverses reformes, fins a la publicació en el BOE de l'Estatut d'Autonomia de 2007 l'1 de març de 2007.

## Procés d'elaboració

### Antecedents
Sense més precedents que l'Avantprojecte de 1931, el 4 de juny de 1977 els distints grups polítics balears signaren el Pacte Autonòmic de les Illes Balears mitjançant el qual s'assumia el compromís d'exercitar el dret a l'autonomia política de l'arxipèlag. Després de les eleccions de 15 de juny de 1977, l'Obra Cultural Balear va celebrar la Diada per l'Autonomia, una gran manifestació a favor de l'autonomia de les Illes Balears que es va celebrar a Palma el 29 d'octubre de 1977, els parlamentaris electes aprovaren el 12 de desembre de 1977 a Ciutadella el Projecte de règim transitori per a l'autonomia de les Illes Balears. Aquesta mateixa Assemblea de Parlamentaris aprovaria després a  Eivissa el contingut del Reial Decret-Llei 18/1978, de 13 de juny, que va instaurar el règim preautonòmic, amb tres consells insulars i un Consell General Interinsular.

### Iniciativa autonòmica
El juny de 1980 les diverses forces polítiques acordaren crear una comissió específica per elaborar un Avantprojecte d'estatut d'autonomia, anomenada Comissió dels Onze. La formaren:
- Per la UCD: Rafel Gil Mendoza, Lluís Pinya, Joan Josep Ribas i Francesc Tutzó.
- Pel PSOE:  Gregori Mir i  Fèlix Pons.
- Pel PCIB: Ignasi Ribas.
- Per l'AP: Josep Cañellas Fons.
- Pel  PSMa: Damià Pons i Pons.
- Pel  PSMe: Andreu Murillo.
- Pels Independents per Eivissa i Formentera: Vicent Ferrer Castelló.

l'Avantprojecte es lliurà al president del Consell General Interinsular l'abril de 1981. La polèmica se centrà en la llengua, la bandera i, sobretot, en la composició paritat entre els diputats de Mallorca i els de les illes menors, de forma que el nombre dels primers fos igual al de la suma dels representants de Menorca, Eivissa i Formentera.
Durant l'estiu de 1981, la UCD i el PSOE firmaren un acord per donar per tancat l'Avantprojecte, que, per exemple, excloïa els consells insulars de la relació de poders de la comunitat autònoma i adoptava un sistema proporcional corregit per a la composició del Parlament. Mentrestant, i fins final d'any, els ajuntaments de les Illes es pronunciaren respecte a la iniciativa autonòmica, no sense problemes, especialment a Eivissa, on l'AP (que defensava la paritat interinsular) tenia més influència. El 7 de desembre de 1981, Jeroni Albertí, president del Consell General Interinsular, convocà l'assemblea de parlamentaris i de consellers insulars que finalment va aprovar el text definitiu, amb els vots favorables de la UCD, el PSOE, i l'independent per Menorca, l'abstenció del PCIB, i els vots contraris del  PSMa i del  PSMe (els representants de l'AP s'absentaren com a protesta per la irregularitat de la convocatòria).

### Tramitació parlamentària
El projecte d'Estatut es lliurà al Congrés dels Diputats el 16 de desembre de 1981, i fou publicat en el Boletín Oficial de las Cortes el 10 de març de 1982; però la seva tramitació restà aturada a conseqüència de la descomposició de la UCD i de la celebració de les  eleccions generals de 28 d'octubre de 1982.
En el Congrés, el Grup Popular va proposar nombroses esmenes i fins i tot una esmena a la totalitat, sempre defensant la paritat interinsular, que no varen prosperar. Finalment, el Ple del Congrés aprovà el text el 16 de gener de 1983 per 193 vots a favor, 3 en contra, 107 abstencions i 1 vot nul. Després de passar pel Senat sense gaire variacions, el Ple del Congrés aprovà definitivament l'Estatut el 25 de febrer de 1983, amb 206 vots favorables, 1 en contra i 97 abstencions.
L'Estatut es convertí així en la Llei orgànica 2/1983, de 25 de febrer, que entrà en vigor el mateix dia de la seva publicació en el BOE, l'1 de març de 1983. Posteriorment, aquesta data seria oficialment designada Diada de les Illes Balears.

## Reforma de 1994
La primera reforma de l'Estatut de 1983 es dugué a terme mitjançant la Llei orgànica 9/1994, de 24 de març (fruit dels acords autonòmics entre PSOE i PP de 28 de febrer de 1992), i la Llei orgànica 9/1992, de 23 de desembre, de transferència de competències a les comunitats autònomes que van accedir a l'autonomia per la via de l'article 143 de la  constitució espanyola. Es poden destacar dues notes bàsiques d'aquesta reforma, per una part l'ampliació del sostre competencial autonòmic una vegada transcorreguts els terminis que preveu la  constitució espanyola (5 anys, article 148.2) i, d'altra banda, el desenvolupament del principi de cooperació com a criteri informador de les relacions estat-comunitat autònoma en benefici recíproc. En aquest ordre de coses, es van modificar els articles 10 (competència exclusiva), 11 competència de desenvolupament legislatiu i d'execució), 12 (competència executiva), 15 (abans competència de desenvolupament legislatiu i d'execució sobre televisió, ràdio i premsa i, després de la reforma, sobre ensenyament) i 16 (recull les competències diferides que s'han incorporat a l'Estatut d'autonomia).

## Modificació de 1996
La Llei orgànica 2/1996, de 15 de gener, complementària a l'ordenació del comerç al detall aprovada d'acord amb el que disposa l'article 81 de la constitució espanyola, va transferir a la comunitat autònoma, per la via de l'article 150.2, la competència d'execució de la legislació de l'Estat en matèria de comerç interior.

## Reforma de 1999
La Llei orgànica 3/1999, de 8 de gener, va constituir la reforma de major envergadura del text estatutari, després de la iniciativa subscrita per diputats de PP, PSOE, PSM, EU i UM que, resumint, presenta l'abast següent:
- Canvi en la denominació Comunitat Autònoma per "Illes Balears".
- Ampliació competencial en els articles 10 (apartats 7, 36, 37, 38, 39 i 40), 11 (apartats 2, 13, 14, 6 i modificació de l'apartat 7) i 12 (apartats 8, 17, 18 i 19). Article específic per a l'ensenyament de llengua catalana (article 14).
- En l'àmbit parlamentari, s'amplien de 4 a 8 mesos els períodes de sessions, se suprimeix la menció a les dietes dels parlamentaris i s'estableix la possibilitat de convocar una sessió extraordinària a petició del  Govern.
- Canvi de denominació del BOCAIB a BOIB.
- Supressió de la necessitat de ser diputat del  Parlament per poder ser designat Senador en representació de la Comunitat Autònoma.
- Estatutitza la  Sindicatura de Greuges.
- Establiment de majories de 3/5 parts del  Parlament per a l'elecció del  Síndic de Greuges i dels tres membres del  Consell Consultiu (dels 7 que el componen).
- S'estableix la facultat d'optar a la condició de membre d'un  consell insular i a la de diputat i la renúncia a una condició o a l'altra; s'incrementen els càrrecs incompatibles amb els de conseller insular.
- Creació d'un capítol específic dedicat als òrgans de consulta i assessorament.
- Reconeixement estatutari de la  Sindicatura de Comptes.
- S'estableix com a mèrit preferent el coneixement del dret civil de les Illes Balears i la llengua catalana en el nomenament de notaris, registradors de la propietat i mercantils i corredors de comerç per part de la Comunitat Autònoma.
- L'exigència del quòrum de votació de 3/5 parts del Parlament per a la presentació al Consell General del Poder Judicial de les dues ternes de magistrats del  TSJIB.
- Per a la reforma de l'Estatut s'exclou la iniciativa del Govern d'Espanya i, a més, el Parlament de les Illes Balears pot paralitzar una reforma estatutària iniciada per les Corts Generals.

## Cessions de tributs
D'acord amb la disposició addicional tercera, segon punt, de l'Estatut de 1983, les cessions de tributs tramitades en les Corts Generals com a projectes de llei ordinaris no suposaven una modificació estatutària, encara que afectassin el règim financer de la comunitat autònoma. En aquest sentit, s'aprovaren dues normes que variaren la dita cessió modificant el primer punt de la disposició addicional tercera: la Llei 27/1997, de 4 d'agost, i la Llei 29/2002, d'1 de juliol.

## Dia de les Illes Balears
La Llei 9/1984, de 30 d'octubre, va declarar l'1 de març com el Dia de les Illes Balears l'1 de març, commemorant la data en què entra en vigor l'Estatut, reforçat amb l'entrada en vigor de l'Estatut de 2007.